# ساختمان انرژی صفر
ساختمان انرژی صفر که با نام‌های ساختمان «انرژی صفر» (ZNE)، «ساختمان انرژی صفر» (NZEB) و «ساختمان برآیند صفر» نیز شناخته می‌شود، ساختمانی با برآیند مصرف انرژی صفر و آلاینده کربن صفر سالیانه است. ساختمان‌هایی که انرژی مضاعفی را در طول سال تولید می‌کنند ممکن است ساختمان‌های انرژی مضاعف و ساختمان‌هایی که انرژی نسبتاً بیشتری را نسبت به آنچه تولید می‌شود مصرف می‌کنند، ساختمان انرژی نزدیک به صفر یا خانه‌های انرژی خیلی کم نامیده شوند.
در دنیای امروز با توجه به محدودبودن منابع سوخت فسیلی ساختمان‌ها صنایع و دیگر ارگان‌ها به سمت استفاده از دیگر انرژی‌های موجود در زمین مانندانرژی خورشیدی، بادی، زیست انرژی و آبی حرکت نموده‌اند.
ساختمان‌های قدیمی ۴۰ درصد کل انرژی سوخت فسیلی را در آمریکا اتحادیه اروپا مصرف می‌کنند و تولیدکننده‌های مهمی از گازهای گلخانه‌ای محسوب می‌شوند. اصل مصرف انرژی شبکه صفر به عنوان یک ابزار برای کاهش آلایندگی کربن و وابستگی به سوخت‌های فسیلی در نظر گرفته می‌شوند. گرچه ساختمان‌های انرژی صفر حتی در کشورهای توسعه یافته غیر متداول می‌باشند ولی روز به روز اهمیت و محبوبیت پیدا می‌کنند.
اکثر ساختمان‌های انرژی صفر از شبکه برق سراسری برای ذخیره انرژی استفاده می‌کنند ولی بعضی از آن‌ها هم مستقل از شبکه می‌باشند. انرژی معمولاً در مکان از طریق ترکیب تکنولوژی تولید انرژی همچون تکنولوژی خورشیدی و باد تولید می‌شود، در حالیکه مصرف کل انرژی را با HVAC به شدت کارآمد و تکنولوژی‌های روشنایی کاهش می‌یابد. هدف انرژی صفر با کاهش هزینه تکنولوژی‌های انرژی جایگزین و افزایش هزینه سوخت‌های فسیلی کاربردی‌تر می‌شود.
ایجاد ساختمان‌های مدرن انرژی صفر نه تنها از طریق پیشرفت صورت گرفته در تکنولوژی‌ها و تکنیک‌های انرژی جدید و ساخت و ساز امکان‌پذیر شده‌است بلکه به وسیله تحقیقات دانشگاهی پیشرفت قابل توجه‌ای داشته‌است. این تحقیقات اطلاعات دقیق عملکرد انرژی را در ساختمان‌های قدیمی و آزمایشی جمع‌آوری می‌کنند و پارامترهای عملکردی را برای مدل‌های کامپیوتری پیشرفته جهات پیش‌بینی کارآمدی طراحی‌های مهندسی ارائه می‌دهند.
مفهوم انرژی صفر به علت گزینه‌های زیاد برای تولید و نگهداری انرژی همراه با روش‌های متعدد اندازه‌گیری انرژی (مرتبط با هزینه، انرژی یا انتشار کربن) برای روش‌های متعددی پذیرفته می‌شود.
ایده واصل مصرف انرژی خالص صفر به دلیل اینکه برداشت از انرژی‌های تجدیدپذیر وسیله و راهکاری برای حذف الاینده‌ها و گازهای گلخانه‌ای است توجه بسیاری را به خود معطوف داشته‌است امروزه طرح‌های مرتبط با اصول انرژی صفر به دلیل افزایش هزینه‌های سوختهای فسیلی و تأثیرات مخرب آن‌ها بر روی محیط زیست و شرایط آب و هوایی و برهم زدن تعادل اکولوژیک بسیار کاربردی و از محبوبیت خاصی بر خوردار شده‌است.
این ساختمان‌ها می‌توانند از شبکه تأمین انرژی جدا ومستقل باشد بدین ترتیب انرژی به صورت محلی و از طریق ترکیبی از فناوری‌های تولید انرژی‌های نو از قبیل خورشیدی، بادی و بیوسوخت‌ها تأمین می‌گردد. آن در حالیست که با استفاده از تکنولوژی‌های خاص برای سیستم‌های روشنایی و گرمایش و سرمایش فوق پربازده در مصرف هر چه کمتر انرژی تلاش شده‌است. به عبارت دیگر در یک ساختمان انرژی صفر قبل از تولید انرژی پاک به بهینه‌سازی مصارف انرژی در بخش‌های مختلف ساختمان پرداخته شده‌است و با استفاده هوشمندانه از تکنولوژی تجدیدپذیر تعادل میان تولید و مصرف انرژی برقرار می‌کند.
در حال حاضربخش ساختمان‌های اداری و مسکونی در حدود ۴٪ از مصرف انرژی‌های فسیلی کشور را به خود اختصاص داده‌است اگر چه ساختمان‌های با مصرف انرژی صفر حتی در کشورهای پیشرفته امروز بسیار کمیاب و حتی نایاب می‌باشند اما به دلیل مستقل بودن از سوخت‌های فسیلی و کمک در کاهش آلاینده‌های کربنی در حال رشد بوده و توجه بسیاری را به خود جلب نموده‌است.

## طراحی ساخت
با صرفه‌ترین مراحل از لحاظ هزینه برای کاهش مصرف انرژی در یک ساختمان معمولاً در طول فرایند طراحی اتفاق می‌افتد. برای رسیدن به مصرف انرژی کارآمد، طراحی انرژی صفر به‌طور قابل ملاحظه‌ای از عملکرد قراردادی ساخت متفاوت می‌باشد. طراحان موفق ساختمان انرژی صفر معمولاً اصول انرژی خورشیدی غیرفعال آزمایش شده از لحاظ زمانی یا شرایط مصنوعی که با امکانات مکان کار می‌کنند را ترکیب می‌کنند؛ که یکی ازابزارهای تحلیل انرژی ساختمان به همراه روشنایی دریافتی ابزار مدل‌سازی اطلاعات ساختمان BIM بوده که کمک بسزایی در بهبود عملکرد ساختمان در مرحله طراحی و در نتیجه بهرهمندی از نتایج آن در مرحله بهره‌برداری می‌باشد.
نور خورشید و گرمای خورشیدی، بادهای غالب و سرمای زمین در زیر یک ساختمان می‌تواند روشنایی روز و حرارت‌های ثابت درونی را با حداقل ابزارهای مکانیکی تأمین کنند. ساختمان‌های انرژی صفر معمولاً برای استفاده از گرمای انرژی غیرفعال خورشیدی بهینه‌سازی و با حجم گرمایی برای تثبیت گوناگونی درجه حرارت روزانه ترکیب می‌شوند و در اکثر شرایط آب و هوایی به خوبی عایق بندی می‌شوند. تمام تکنولوژی‌های مورد نیاز برای ایجاد ساختمان‌های انرژی صفر امروزه بدون سفارش دادن در دسترس می‌باشند.
ابزارهای شبیه‌سازی کامپیوتری ۳ بعدی پیچیده برای طرح‌ریزی اینکه چگونه ساختمانی با یک سری متغیرهای طراحی عمل می‌کند در دسترس هستند. از جمله متغیرهای طراحی، جهت‌گیری ساختمان نسبت به موقعیت روزانه و فصلی خورشیدی) نوع پنجره و در و نحوهٔ قرارگیری، عمق بیرون زدگی، نوع عایق و مقادیر عناصر ساختمانی، هواگیری، بهره‌وری و بازده تجهیزات گرمایشی، سرمایشی روشنایی و تجهیزات دیگر و همچنین آب و هوای منطقه می‌باشند. این شبیه‌سازی‌ها به طراحان برای پیش‌بینی اینکه چگونه ساختمان قبل از اینکه ساخته شود عمل خواهد کرد کمک می‌کنند و آن‌ها را قادر می‌سازند تا مفاهیم اقتصادی و مالی را در آنالیز منفعت هزینه یا حتی ارزیابی مناسبتر چرخه زندگی الگو برداری کنند.
ساختمان‌های انرژی صفر با ویژگی‌های قابل توجه صرفه جویی انرژی ساخته می‌شوند. بارهای گرمایشی و سرمایشی با استفاده از تجهیزات بسیار کارآمد عایق مضاعف پنجره‌هایی با کارایی بالا، تهویه طبیعی و دیگر تکنیک‌ها تخفیف پیدا می‌کنند. این ویژگی‌ها بسته به مناطق آب و هوایی که در آن ساخت و ساز اتفاق می‌افتد متفاوت می‌باشند. بارهای گرمایشی آب را می‌توان با استفاده از لوازم ثابت نگهداری آب، واحدهای بازیافت گرمایی در فاضلاب و با استفاده از گرمای خورشیدی آب و تجهیزات بسیار کارآمد گرمایشی آب کاهش داد. به‌علاوه روشنایی روز با پنجره‌های سقفی یا لوله‌های خورشیدی می‌توانند ۱۰۰ درصد روشنایی روزانه در خانه را تأمین سازند. روشن‌سازی شبانه معمولاً با روشنایی لامپ‌های مهتابی و LED که ۳/۱ یا کمتر نسبت به لامپ‌های رشته‌ای برق مصرف می‌کنند و گرمای ناخواسته هم تولید نمی‌کنند تأمین می‌شود؛ و بارهای الکتریکی متفرقه را می‌توان با انتخاب وسایل کارآمد و به حداقل رسانیدن بارهای خیالی یا نیروی انتظار تقلیل کرد. تکنیک‌های دیگر برای رسیدن به شبکه صفر (بستاه به آب و هوا) اصول ساخت پناهگاه زمینی، دیوارهایی با عایق خوب با استفاده از ساخت بلوک کاه، پانل‌های ساختمانی از قبل ساخته شده Vitruvienbuilt و المان‌های سقفی علاوه بر منظر بیرونی برای سایه انداختن فصلی می‌باشند.
ساختمان‌های انرژی صفر معمولاً برای استفاده دو جانبه از انرژی از جمله کالاهای بادوام طراحی می‌شوند. به عنوان مثال استفاده از نیروی یخچال برای گرم کردن آب خانگی، مبدل‌های گرمایی فاضلاب، دستگاه‌های اداری و خدمات رسان‌های کامپیوتری و گرمایی بدن برای گرم کردن ساختمان. این ساختمان‌ها از انرژی گرمایی که ساختمان‌های قدیمی ممکن است به بیرون دفع کنند استفاده می‌کنند. آن‌ها ممکن است از تهویه بازیافت گرما، چرخهٔ گرمایی آب داغ، ترکیب گرما و برق و واحدهای سرماساز جذب استفاده کنند.

## استفاده از انرژی
ساختمان‌ها انرژی صفر، انرژی در دسترس را برای تأمین نیازهای الکتریسیته، گرمایشی یا سرمایشی مورد استفاده قرار می‌دهد. در مورد هر خانه تکنولوژی‌های ریز تولید مختلف ممکن است برای تأمین گرما و الکتریسیته برای ساختمان به وسیلهٔ سلول‌های خورشیدی یا توربین‌های بادی برای ا لکتریسیته و سوخت‌های فسیلی یا جمع‌کننده‌های گرمای خورشیدی مرتبط با مخزن انرژی گرمایی فصلی (STES) برای گرم کردن فضای آزاد مورد استفاده قرار بگیرد. یک مخزن انرژی گرمایی فصلی را می‌توان برای سرماسازی در تابستان به وسیلهٔ ذخیره کردن سرمای زیرزمین در زمستان مورد استفاده قرار داد. برای سرو کار داشتن با نوسانات مورد نیاز، ساختمان‌های انرژی صفر غالباً به شبکه الکتریسیته متصل می‌شوند و الکتریسیته را به شبکه منتقل می‌کند البته در زمانی‌که مازاد باشد و زمانی‌که الکتریسیته کافی تولید نمی‌شود الکتریسیته را به طرف خود می‌کشد. ساختمان‌های دیگر ممکن است به‌طور کامل خودکار باشند. مصرف انرژی غالباً زمانی مؤثرتر می‌باشد که در یک منطقه ولی در مقیاس ترکیبی به عنوان مثال یک گره خانه‌ها، مسکن‌های گروهی، منطقه، روستا و غیره. به جای خانه به خانه انجام شود. یک بهرهٔ انرژی از چنین مصرف منطقه‌ای از انرژی، حذف مجازی افت انتقال و توزیع الکتریسیته می‌باشد. مقدار این اتلاف‌ها در حدود ۲/۷ تا ۴/۷ درصد از انرژی منتقل شده می‌باشد. مصرف انرژی در کاربردهای تجاری و صنعتی بایستی از نقشه‌برداری هر منطقه بهره‌مند شود. تولید کالا تحت مصرف انرژی فسیلی صفر به موقعیت منابع حرارت مرکزی زمین، نیروی میکرو محرکه آب، خورشیدی و باد برای حفظ این مفهوم نیازمند می‌باشد.
مجاورت‌های انرژی صفر، همچون ایجاد Bed ZED در انگلستان و آن‌هایی که به سرعت در کالیفرنیا و چین در حال گسترش می‌باشند ممکن است از طرح‌های تولید توزیع شده‌استفاده کنند. این ممکن است در بعضی موارد شامل گرمای منطقه، آب سرد برای مردم، توربین‌های باد مشترک و غیره باشد. طرح‌های حاضر برای استفاده از تکنولوژی‌های ZEB برای ساخت کل شهرهایی که از انرژی صفر یا مستقل از شبکه استفاده می‌کنند وجود دارد.

## مصرف انرژی در مقابل حفظ انرژی
یکی از موضوعات اصلی از مناظرهٔ طرح ساختمان انرژی صفر در مورد تعادل بین ذخیره انرژی و مصرف توزیع شدهٔ انرژی تجدید شدنی (انرژی خورشیدی و انرژی باد) می‌باشد. اکثر خانه‌های انرژی صفر از ترکیب این دو استراتژی استفاده می‌کنند. در نتیجهٔ کمک‌های مالی قابل توجه دولت برای سیستم‌های الکتریکی خورشیدی فتو ولتائیک (قدرت زای نوری) توربین‌های بادی و غیره کسانی هستند که می‌گویند ساختمان انرژی صفر یک خانهٔ معمولی با تکنولوژی‌های مصرف انرژی تجدید توزیع شده می‌باشد. چنین خانه‌هایی در مکان‌هایی پدیدار شده‌اند که کمک‌های مالی قدرت زایی نوری (pv) قابل توجه می‌باشد ولی بسیاری از خانه‌های به اصطلاح انرژی صفر همچنان صورتحساب خدمات همگانی دارند. این نوع مصرف انرژی بدون ذخیرهٔ مازاد انرژی ممکن است از لحاظ هزینه با قیمت فعلی الکتریسیته تولید شده با تجهیزات قدرت زای نوری (بسته به قیمت محلی شرکت نیروی برق) مؤثر نباشد و همچنین ممکن است به انرژی و منابع بیشتر نیاز داشته باشند بنابراین این روش کمتر بوم‌شناسی می‌باشد.
از دهه‌های ۱۹۸۰ طرح ساختمان غیرفعال خورشیدی و خانه غیرفعال، کاهش مصرف انرژی گرمایی ۷۰ تا ۹۰ درصد در بسیاری از مناطق بدون مصرف انرژی فعال را نشان داده‌اند. برای ساخت و سازهای جدید و با طراحی ماهرانه این کار را می‌توان با هزینه ساز کم برای مصالح یک ساختمان معمولی انجام داد. تعداد بسیار کمی از متخصصان صنعتی مهارت یا تجربه برای بهره بردن کامل از طراحی غیرفعال دارند. چنین طرح‌های خورشیدی غیرفعال نسبت به پانل‌های قدرت زای نوری گران‌قیمت روی سقف یک ساختمان ناکارآمد معمولی بسیار مقرون به صرفه یم باشند. چند کیلووات ساعت از پانل‌های قدرت زای نوری (که ۲ یا ۳ دلار در هر تولید سالیانه کیلووات بر ساعت معادل با دلار آمریکا هزینه دارد) ممکن است تنها الزامات انرژی خارجی را ۱۵ تا ۳۰ درصد کاهش دهد. تنظیم‌کننده معمول هوا با نسبت کارایی بالای انرژی فصلی BTU 000/100 (110 MJ) به بیش از 7KW الکتریسیته فتوولتائیک در حالیکه کار می‌کند نیاز دارد و این برای عملکرد شبانه خارج از شبکه کافی نیست. سرماسازی غیرفعال و تکنیک‌های مهندسی سیستم بهتر می‌توانند نیازهای تنظیم‌کنندگی هوا را ۷۰ تا ۹۰ درصد کاهش دهند. الکتریسیته تولید شده به روش فوتوولتائیک زمانی‌که تقاضای کلی برای الکتریسیته کمتر می‌باشد مقرون به صرف می‌شوند.

## عملکرد اشغال کنندگی
انرژی استفاده شده در یک ساختمان می‌تواند به شدت بسته به وضعیت اشغال‌کنندگی آن متغیر باشد. پذیرش اینکه چه چیزی راحت در نظر گرفته می‌شود به‌طور گسترده متنوع می‌باشد. مطالعات انجام شده روی خانه‌های مشابه در ایالت متحده آمریکا، تفاوت‌های فاحشی را در مصرف انرژی نشان داده‌اند، بعضی از خانه‌ها بیش از دو برابر نسبت به خانه‌های دیگر انرژی مصرف می‌کنند. وضعیت اشغال‌کنندگی می‌تو اند از تفاوت‌ها در تنظیم ترموستات‌ها، سطوح متغیر روشن‌سازی و آب داغ و مقدار دستگاه‌های الکتریکی متغیر یا بارهای اتصالی استفاده شده متغیر باشد.

## مزیت‌ها و معایب

### مزیت‌ها
- در امان بودن مالکان ساختمان از افزایش آتی قیمت انرژی
- آسایش بیشتر بعلت درجه حرارت‌های داخلی یکنواخت تر (این را می‌توان با نقشه‌های مقایسه‌ای خطوط هم دما نشان داد)
- نیاز به انرژی کمتر
- هزینه کلی کمتر نگهداری بعلت کارایی افزایش یافته انرژی
- کاهش هزینه‌های کلی ماهیانه زندگی
- اعتبار افزایش یافته مثلاً سیستم‌های فتوولتائیک ۲۵ سال گارانتی دارد به ندرت در طول مشکلات آب و هوا خراب می‌شوند. سیستم‌های فتوولتائیک سال ۱۹۸۲ در غرفه نمایشگاه جهانی را انرژی EPCOT والت دیزنی همچنان تا به امروز بعد از ۳ تند باد اخیر خوب کار می‌کند.
- هزینه اضافی برای ساخت و ساز جدید در مقایسه با اضافه کردن تکنولوژی جدید به طرح بعدی به حداقل می‌رسد.
- بهای بیشتر فروش مجدد همان‌طور که مالکان احتمالی ساختمان‌های انرژی صفر بیشتری را نسبت به عرضهٔ مورجود تقاضا می‌کنند.
- قیمت ساختمان انرژی صفر نسبت به ساختمان مشابه معمولی بایستی هر زمان که هزینه انرژی افزایش پیدا می‌کند افزایش یابد.
- محدودیت‌های قانونی آینده و مالیات ها/ جریمه‌های آلایندگی کربن ممکن است تکنولوژی‌های جدیدسازی را به ساختمان‌های ناکارآمد اعمال کند.
- استفاده بهینه از ضایعات چوبی و تولید زیست سوخت
- تعادل مصرف انرژی با درخواست انرژی
- کاهش مصرف الکتریسیته
- حذف سیستم‌های زائد مصرف‌کننده انرژی
- کاهش ۵۰٪ مصرف آب آشامیدنی
- استفاده از سیستم تهویه بدون وسیله مکانیکی[۲]

### معایب
هزینه‌های اولیه می‌تواند بالاتر باشد- تلاش برای درک، اعمال و تعیین کیفیت برای کمک‌های مالی ساختمان انرژی صفر مورد نیاز می‌باشد.
طراحان یا خانه سازهای بسیار اندکی دارای مهارت‌ها یا تجربه لازم برای ساخت ساختمان‌های انرژی صفر هستند
کاهش‌های احتمالی در هزینه‌های آتی انرژی تجدید شدنی شرکت خدمات همگانی ممکن است ارزش مقدار سرمایه در کارایی انرژی را کاهش دهد.
قیمت تکنولوژی تجهیزات سلول‌های خورشیدی فتوولتائیک جدید تقریباً ۱۷ درصد هر ساله کاهش می‌یابد مقدار سرمایه در سیستم تولید الکتریسیته خورشیدی کاهش می‌یابد. کمک‌های مالی موجود همان‌طور که تولید انبوه فتوولتائیک قیمت آینده را کاهش می‌دهد به تدریج توقف می‌شود.
چالش برای بازیابی هزینه‌های اولیه بالاتر برای فروش مجدد ساختمان- ارزیاب‌ها بی‌اطلاع هستند مدل آن‌ها انرژی را در نظر نمی‌گیرد.
در حالیکه هر خانه ممکن است از متوسط انرژی صفر شبکه در طول یک سال استفاده کند ولی ممکن است در زمانی‌که اوج تقاضا برای شبکه اتفاق می‌افتد به انرژی نیاز داشته باشد. در چنین موردی ظرفیت شبکه بایستی الکتریسیته را برای تمام بارها تأمین کند؛ بنابراین یک ساختمان انرژی صفر ممکن است ظرفیت مورد نیاز نیروگاه برق را کاشه ندهد.
بدون پوشش گرمایی بهینه شده، انرژی موجود، انرژی سرمایشی و گرمایشی و استفاده از منبع بیشتر از مورد نیاز می‌شود. ساختمان انرژی صفر بنا به تعریف سطح حداقل عملکرد گرمایشی و سرمایشی را تضمین نمی‌کند؛ بنابراین به سیستم‌های انرژی تجدیدشدنی بیش از اندازه بزرگ این امکان را می‌دهد تا شکاف انرژی را پر کنند.
گرفتن انرژی خورشیدی که از پوشش خانه استفاده می‌کنند تنها در موقعیت‌های بدون مانع از طرف جنوب کار می‌کند. گرفتن انرژی خورشیدی را نمی‌توان در سایه نمای جنوبی یا اطراف پوشیده شده از درخت بهینه‌سازی کرد. (برای نیمکرهٔ شمالی یا شمال برای نیمکره جنوبی).

## گواهی انرژی
بسیاری از برنامه‌های تصدیق ساختمان سبز به ساختمانی که مصرف انرژی صفر داشته باشد تنها برای کاهش مصرف انرژی چند درصد زیر حداقل مورد نیاز قانونی نیاز ندارند. گواهی رهبری در انرژی و طراحی محیط (LEED) توسط شورای ساختمان سبز آمریکا و جهان‌های سبز ایجاد شد که شامل لیست بررسی ابزارهای اندازه‌گیری است و نه ابزارهای طراحی.
طراحان یا معماران بی‌تجربه ممکن است نکاتی را برای رسیدن به سطح مورد نیاز انتخاب کنند حتی اگر آن نکات بهترین گزینه‌های طراحی برای یک ساختمان یا آب و هوای خاص نباشند.
در ماه نوامبر ۲۰۱۱ مؤسسه بین‌المللی زندگی آتی، گواهی ساختمان انرژی صفر را ایجاد کرد. طراحی شده به عنوان بخشی از چالش محل زندگی، گواهی ساختمان انرژی صفر ساده، مقرون به صرفه و برای بی نقصی و شفافیت مهم می‌باشد.

## ماهیت ساختمانه‌های انرژی صفر
به منظور عدم تطابق قادر خواهید بود چهار نوع مختلف از ساختمان‌های صفر انرژی را شناسایی کنید:
- ساخت و ساز با تقاضای برق همراه با نصب و راه اندازی سیستم فتوولتاییک
- ساخت و ساز با تقاضای برق و یک توربین بادی در محل
- فتوولتاییک، شیوه حرارت خورشیدی، پمپ حرارتی: ساختمان‌های نسبتاً کوچک، گرما و تقاضای برق و همچنین نصب و راه اندازی سیستم فتوولتاییک در ترکیب با یک کلکتور حرارتی خورشیدی، پمپ گرما و ذخیره‌سازی گرما را بر عهده دارد.
- باد، شیوه حرارت خورشیدی، پمپ حرارتی: ساختمان‌های نسبتاً کوچک، گرما و تقاضای برق و همچنین یک توربین بادی در ترکیب با یک کلکتور حرارت خورشیدی، پمپ گرما و ذخیره‌سازی گرما را بر عهده دارند.

ساختمان‌های موجود برای برقراری کمیت رابطه بین گرما و تقاضای برق با هدف به صفر
رسیدن تعیین شده‌اند. (نمونهی موردی در یکی از شهرهای دانمارک موجود می‌باشد)

## مزایای ساختمان‌های انرژی صفر
- درامان بودن صاحبان این ساختمان‌ها از افزایش قیمت انرژی
- راحتی بیشتر به دلیل طراحی و تنظیم دمای محیط به صورت یکنواخت و ایزوترم
- نیاز به انرژی کمتر
- هزینه‌های کمتر نگهداری به دلیل بازدهی بالای انرژی
- کاهش هزینه‌های خالص ماهانه زندگی
- قابلیت اطمینان زیاد به عنوان مثال سیستم‌های فوتوولتاییک دارای گارانتی ۲۵ ساله بوده و به ندرت دچار مشکلات ناشی از تغییرات آب و هوایی می‌شوند.
- کاهش هزینه‌های ناشی از بازسازی ساختمان در صورت تصمیم‌گیری به تبدیل آن به ساختمان انرژی صفر درآینده
- افزایش ارزش ساختمان‌های انرژی صفر نسبت به ساختمان‌های سنتی با افزایش هزینه سوخت‌های فسیلی

## معایب ساختمان‌های انرژی صفر
- هزینه‌های اولیه بالا و نیاز به آموزش‌های کاربری آنها
- کمبود دانش فنی توانایی‌ها و تجربیات لازم در طراحی و ساخت ساختمان‌های مصرف انرژی صفر
- تکنولوژی سلولهای فوتوولتاییک باعث کاهش قیمت‌ها در حدود ۱۷٪ شده‌است این امر باعث خواهد شد تا هزینه سرمایه‌گذاری در سیستم‌های تولید انرژی مبتنی بر انرژی خورشیدی نیز کاهش یابد.
- کاهش توانایی در فروش این‌گونه ساختمان‌ها به دلیل هزینه‌های اولیه و نیاز به رقابت سخت در فروش
- انرژی خورشیدی جذب شده از طریق پوسته ساختمان فقط در قسمت جنوبی آن بیشترین بازده را دارد و در سایر جهات به دلیل وجود سایه بازدهی آن کاهش بیشتری خواهد داشت.[۴]

## تفاوت ساختمان‌های انرژی صفر و ساختمان‌های خالص انرژی صفر
ساختمان صفر انرژی به عنوان یک ساختمان بهره‌ور انرژی قادر به تولید برق، یا دیگر حامل‌های انرژی از منابع تجدید پذیربه منظور برطرف ساختن نیاز انرژی اش، می‌باشد. از این رو به‌طور ضمنی بر روی ساختمان‌های متصل به یک زیرساخت انرژی و البته نه بر روی ساختمان‌های مستقل توجه وجود دارد. با این ملاحظه اصطلاح ساختمان خالص صفر انرژی می‌تواند برای ارجاع به ساختمان‌های متصل به زیر ساخت انرژی استفاده گردد، در حالی که اصطلاح ساختمان صفر انرژی کلی تر می‌باشد و ممکن است ساختمان‌های مستقل را نیز شامل شود.

## برخی نمونه‌های اجرا شده از ساختمان‌های صفر انرژی
۲۰۰۱: ساخت خانه‌هایی با مصرف انرژی صفر در واشینگتن دی سی
۲۰۰۳: شرکت میلر، ساخت اولین ساختمان انرژی صفر در آریزونا
۲۰۰۳: ساخت خانه موریسون با مصرف انرژی صفر، کالیفرنیا
۲۰۰۴: شرکت پاردی هومز، ساخت مجموعه خانه‌هایی به مساحت ۵۳۰۰ فوت مربع با مصرف انرژی صفر در لاس وگاس
شهرکی با انرژی صفر، شهری بدون نیاز به کربن شهرک مصدر در امارات (نورمن فاستر و همکاران)

## ساختمان انرژی صفر در مقابل ساختمان سبز
هدف ساختمان سبز و معماری پایدار استفادهٔ کارآمدتر از منابع و کاهش تأثیر منفی ساختمان در محیط می‌باشد. ساختمان‌های انرژی صفر به هدف اصلی ساختمان سبز برای کاهش کامل یا قابل توجه مصرف انرژی و انتشار گازهای گلخانه‌ای برای حیات ساختمان می‌رسند. ساختمان‌های انرژی صفر هم ممکن است و هم ممکن نیست در تمام مناطق سبز در نظر گرفته شوند مثل کاهش مواد زائد یا استفاده از مصالح بازیافت ساختمانی و … همچنین ساختمان‌های انرژی صفر یا صفر شبکه تأثیر اکولوژیکی بسیار کمتری در حیات ساختمان در مقایسه با ساختمان‌های سبز دیگر که به انرژی وارداتی یا سوخت‌های فسیلی نیاز دارند و نیازهای ساکنین را برآورده می‌سازند دارند.
بعلت چالش‌های طراحی و حساسیت به یک مکان که برای برآورده کردن نیازهای یک ساختمان و ساکنین آن به‌طور کارآمد با انرژی تجدیدپذیر (خورشیدی، باد، گرمای زمین و غیره) مورد نیاز می‌باشند.
طراحان بایستی اصول کلی طراحی را بکار بگیرند و از دارایی‌های در دسترس که به‌طور طبیعی رخ می‌دهند بهره ببرند مثل جهت‌یابی غیرفعال خورشیدی، تهویه طبیعی، روشنایی روز، حجم گرمایی و خنک‌سازی شبانه.

## نتیجه
ایده این ساختمان‌های صفر انرژی که برای کم نمودن مصرف ساختمانی می‌باشد که در واقع صفر انرژی امکانات زندگی و کار را در یک فضای بدون سوخت فسیلی پیشنهاد می‌دهد بدون شک ساخت ساختمان‌ها ی صفر انرژی نیاز قرن آینده می‌باشد برای موفقیت آینده این ساختمان‌ها خلاقیت، زمان‌بندی دقیق و همکار ی جمعی بین گروه‌ها ی مختلف می‌باشد.
در واقع " صفر انرژی " امکانات زندگ ی و کار را در ی ک فضا ی بدون
سوخت فسیلی پیشنهاد می‌کند. این ساختمان‌ها در طول سال بر اساس نیاز مصرف انرژی خود، انرژی تولید می‌کنند. فیزیک و ساختار مناسب
و استفاده از منابع تجدید پذیر در این ساختمان‌ها، رسیدن به هدف فوق را تا حد زیادی میسر می‌سازد.